# Palinurus
Palinurus er en person i græsk mytologi som var med Æneas på hans flugt fra Troja. Undervejs faldt han i vandet, svømmede ind til fremmed land og blev tævet ihjel.
Desuden navnet på den døde i Reginald Hills krimi Good Morning, Midnight.
| Mytologi | Spire Denne artikel om mytologi er en spire som bør udbygges. Du er velkommen til at hjælpe Wikipedia ved at udvide den. |